# Benjamin Cortus
Benjamin Cortus (* 13. Dezember 1981 in Nürnberg) ist ein ehemaliger deutscher Fußballschiedsrichter und heutiger Videoschiedsrichter. Cortus leitete von 2016 bis 2023 75 Spiele in der Bundesliga. 

## Karriere
Cortus ist seit 1995 Schiedsrichter. 2006 noch Fünftligaschiedsrichter, stieg er in den folgenden fünf Jahren bis in die Zweite Liga auf.
Als er 2013 die Drittligapartie zwischen dem 1. FC Heidenheim und dem SV Darmstadt 98 leitete, sorgte er für einen Eklat: Er verwies Benjamin Gorka mit Gelb-Rot des Platzes, ohne ihm zuvor die Gelbe Karte gezeigt zu haben. Später hieß es, er habe Aytaç Sulu verwarnen wollen und dabei versehentlich Gorka in seinen Notizblock geschrieben. Darmstadt legte zunächst Einspruch ein, zog diesen aber wieder zurück, da Cortus nicht nachgewiesen werden konnte, dass er Gorka nicht wegen Schiedsrichterbeleidigung glatt Rot gezeigt hatte.
Seit 2016 ist Cortus Bundesligaschiedsrichter. Sein Debüt feierte er am 25. September 2016 bei der Partie des 1. FC Köln gegen RB Leipzig.
Am 9. September 2017 verwarnte Cortus beim 0:0 im Bundesligaspiel zwischen dem SC Freiburg und Borussia Dortmund den Freiburger Yoric Ravet nach einem Foul an Marcel Schmelzer, korrigierte diese Entscheidung nach Eingreifen des Video-Assistenten aber in eine glatte rote Karte und stellte damit erstmals in der Bundesliga einen Spieler nach Eingreifen des Video-Assistenten vom Platz.
Am 27. Spieltag der Saison 2021/22 brach Cortus am 18. März 2022 die Begegnung zwischen dem VfL Bochum und Borussia Mönchengladbach in der 70. Minute beim Stand von 2:0 für die Borussia ab, nachdem sein Assistent Christian Gittelmann von einem gefüllten Bierbecher von der Tribüne aus beworfen und von ihm am Hinterkopf getroffen worden war. In der Bundesligageschichte war es der achte Spielabbruch.
Am 6. Juni 2023 gab der DFB bekannt, dass Cortus als aktiver Schiedsrichter seine Karriere beendet und lediglich noch als Videoschiedsrichter in der Bundesliga zum Einsatz kommt.